# Día Mundial contra la Pena de Muerte
El Día Mundial contra la Pena de Muerte es una jornada que se celebra el 10 de octubre desde 2003, promovida por la  Coalición Mundial contra la Pena de Muerte en ese mismo año.

## Proclamación
El Día Mundial contra la Pena de Muerte fue proclamado por la Coalición Mundial contra la Pena de Muerte en 2003, a raíz del Congreso Mundial contra la Pena de Muerte celebrado en 2001. Esta coalición, que agrupa a diversas organizaciones e instituciones internacionales, busca aunar a la comunidad global sobre la abolición de la pena capital, promoviendo una cultura de respeto a los derechos humanos y rechazando esta práctica por considerarla inhumana y contraria a la Declaración Universal de los Derechos Humanos. La proclamación tiene como objetivo principal fomentar la cooperación internacional y movilizar a la sociedad civil y a los gobiernos para avanzar hacia la abolición universal de la pena de muerte.

## Celebración
Este día se celebra el 10 de octubre de cada año. La fecha fue seleccionada para conmemorar los esfuerzos realizados durante el Congreso Mundial contra la Pena de Muerte en 2001 y para mantener un enfoque constante en la lucha contra la pena capital. La primera celebración oficial tuvo lugar en 2003, con más de 180 iniciativas locales en todo el mundo. Desde entonces, la jornada ha seguido creciendo, con la incorporación de nuevos eventos y actividades cada año. Las actividades típicas incluyen reuniones, congresos, charlas y campañas de concienciación dirigidas tanto a la población general como a las altas esferas políticas, con el fin de promover la cooperación y las acciones conjuntas para abolir la pena de muerte.

## Reconocimiento y apoyo internacional
En 2007, el Consejo de Europa y la Unión Europea proclamaron oficialmente el 10 de octubre como el Día Europeo contra la Pena de Muerte, coincidiendo con el Día Mundial contra la Pena de Muerte. Este reconocimiento refleja el compromiso europeo con la abolición de la pena capital.
Organizaciones internacionales como Amnistía Internacional han liderado y participado en campañas y movilizaciones a nivel global. Entidades como la Comisión Africana de Derechos Humanos y de los Pueblos, junto con gobiernos de diversos continentes incluyendo Bélgica, Canadá, Francia, Italia y México, han mostrado un apoyo activo a estas iniciativas. António Guterres, Secretario General de las Naciones Unidas, ha reconocido los esfuerzos realizados por la mayoría de los Estados miembros de la ONU y ha instado a los países que aún mantienen la pena de muerte a considerar su abolición.

## Temas
- 2007: ¡El mundo decide![7]
- 2008: Miremos hacia Asia[8]
- 2009: Enseñando la abolición[9]
- 2010: Sin tema[10]
- 2011: La pena de muerte es inhumana[11]
- 2012. Abolir la Pena de Muerte. Es un Mundo Mejor Sin ella[12]
- 2013: Detén el crimen, no la vida[13]
- 2014: Padecer un desorden mental jam´s es un crimen[14]
- 2015: Los crímenes por droga no mueren con la pena capital[15]
- 2016: La ejecución es un arma terrorista. Detén el ciclo de la violencia[16]
- 2017: Pobreza y justicia[17]
- 2018: Condiciones de vida en el corredor de la muerte[18]
- 2019: Los niños, víctimas invisibles de la pena capital[19]
- 2020: Acceso a asesoramiento jurídico: Una cuestión de vida o muerte[20]
- 2021: Las mujeres y la pena de muerte, una realidad invisible[21]
- 2022: Pena de muerte: un camino pavimentado con tortura[22]
- 2023: La pena de muerte: Una tortura irreversible[23]
- 2024: La pena de muerte no protege a nadie[24]